# Altaarstuk van San Giovanni Crisostomo
Het altaarstuk van San Giovanni Crisostomo (Italiaans: Pala di San Giovanni Crisostomo) is een schilderij van Giovanni Bellini uit 1513.  Het bevindt zich nog altijd op zijn oorspronkelijke plaats in de San Giovanni Crisostomo in Venetië.

## Geschiedenis
De Venetiaanse koopman Giorgio Diletti liet in zijn testament van 13 juni 1494 een gedetailleerde instructie opnemen voor de oprichting van een grafkapel en een bijbehorend altaarstuk. Na zijn dood in 1503 liet de weduwe van Diletti zijn laatste wens uitvoeren door de Scuola Grande di San Marco, waarvan Bellini lid was. Zoals op een cartouche ter hoogte van Christoffels linkerknie te lezen is, voltooide hij het schilderij in 1513.

## Voorstelling
Hoewel strikt genomen geen sacra conversazione (een madonna met kind ontbreekt), doet de compositie van het schilderij denken aan altaarstukken met dat thema van Bellini. De afgebeelde heiligen waren door Diletti in zijn testament voorgeschreven: Christoffel (de patroonheilige van reizigers), Hiëronymus en Lodewijk van Toulouse (van links naar rechts). Op het boek in Lodewijks hand is later het opschrift De civitate Dei aangebracht, wat ervoor zorgde dat de heilige werd aangezien voor Augustinus, de auteur van dat boek. De lelies van het Huis Anjou op de mantel en de opdracht van Diletti wijzen echter duidelijk in de richting van Lodewijk van Toulouse.
Christoffel en Lodewijk staan onder een boog met gouden mozaïeken. De Griekse inscriptie (San Giovanni Crisostomo was de kerk van de Griekse gemeenschap in de stad) is een citaat uit psalm 14: "De Heer kijkt vanuit de hemel naar de mensen om te zien of er één verstandig is, één die God zoekt." Boven beide heiligen en van hen gescheiden door een borstwering bestudeert Hiëronymus een boek, waarbij zijn rug de vorm van de boog volgt.  De heilige is in profiel geschilderd, ongebruikelijk in een sacra conservazione. Aan deze opbouw ligt mogelijk een diepere iconografische betekenis ten grondslag. Lodewijk staat daarbij symbool voor het contemplatieve en Christoffel voor het actieve geloof. Hiëronymus, die over geopenbaarde kennis beschikt, staat echter op de hoogste tree van het spirituele leven. De vijgenboom naast hem, die ook dienstdoet als boekensteun, verwijst naar deze Goddelijke kennis.
De compositie, het landschap op de achtergrond en het afgewogen kleurgebruik wijzen op de invloed die de jongere Giorgione op Bellini uitoefende. Giorgione's Altaarstuk van Castelfranco , dat ongeveer tien jaar eerder ontstond, kan zeker een bron van inspiratie voor Bellini zijn geweest.

## Afbeeldingen

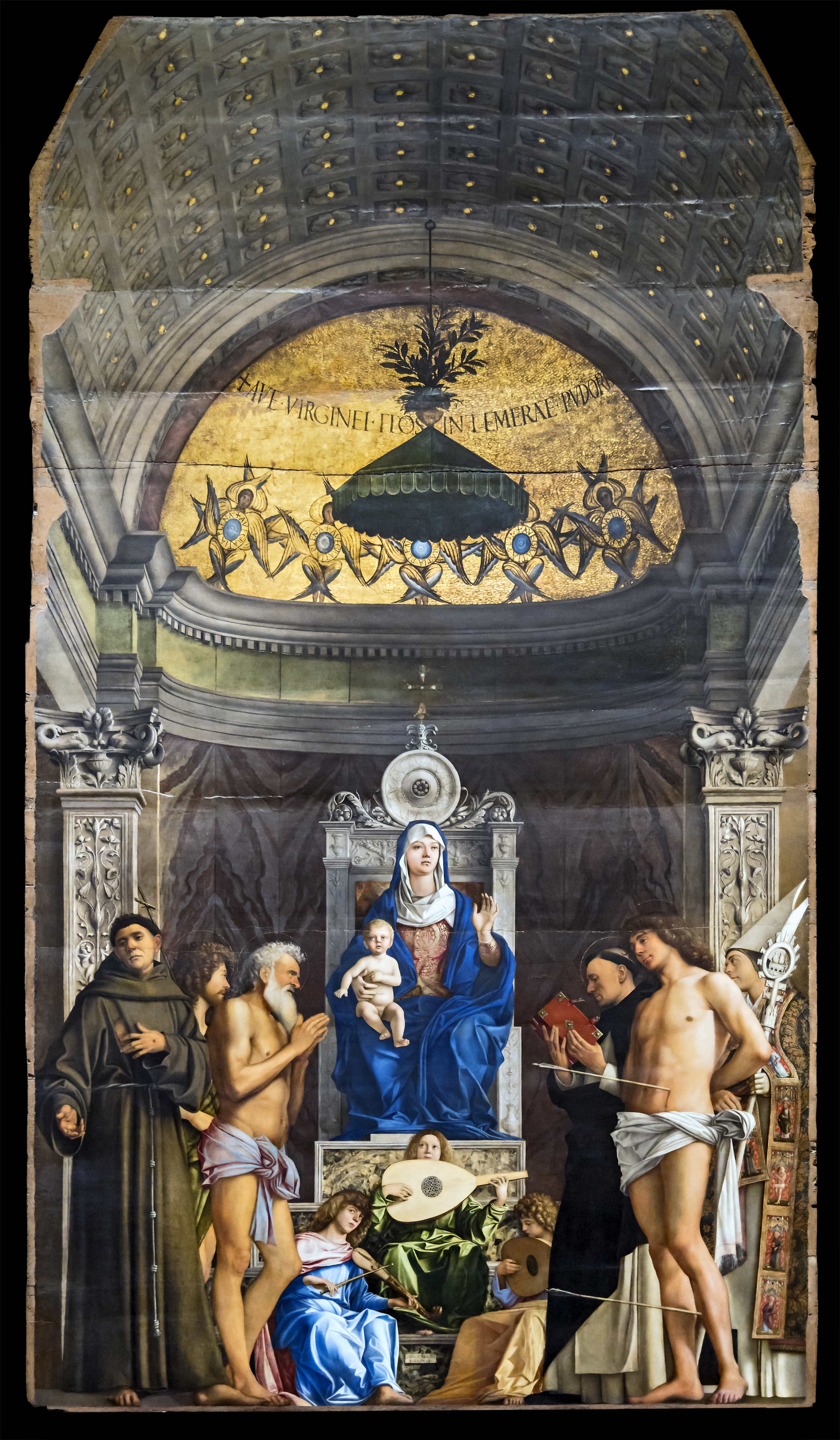
Altaarstuk van San Giobbe (ca. 1487)
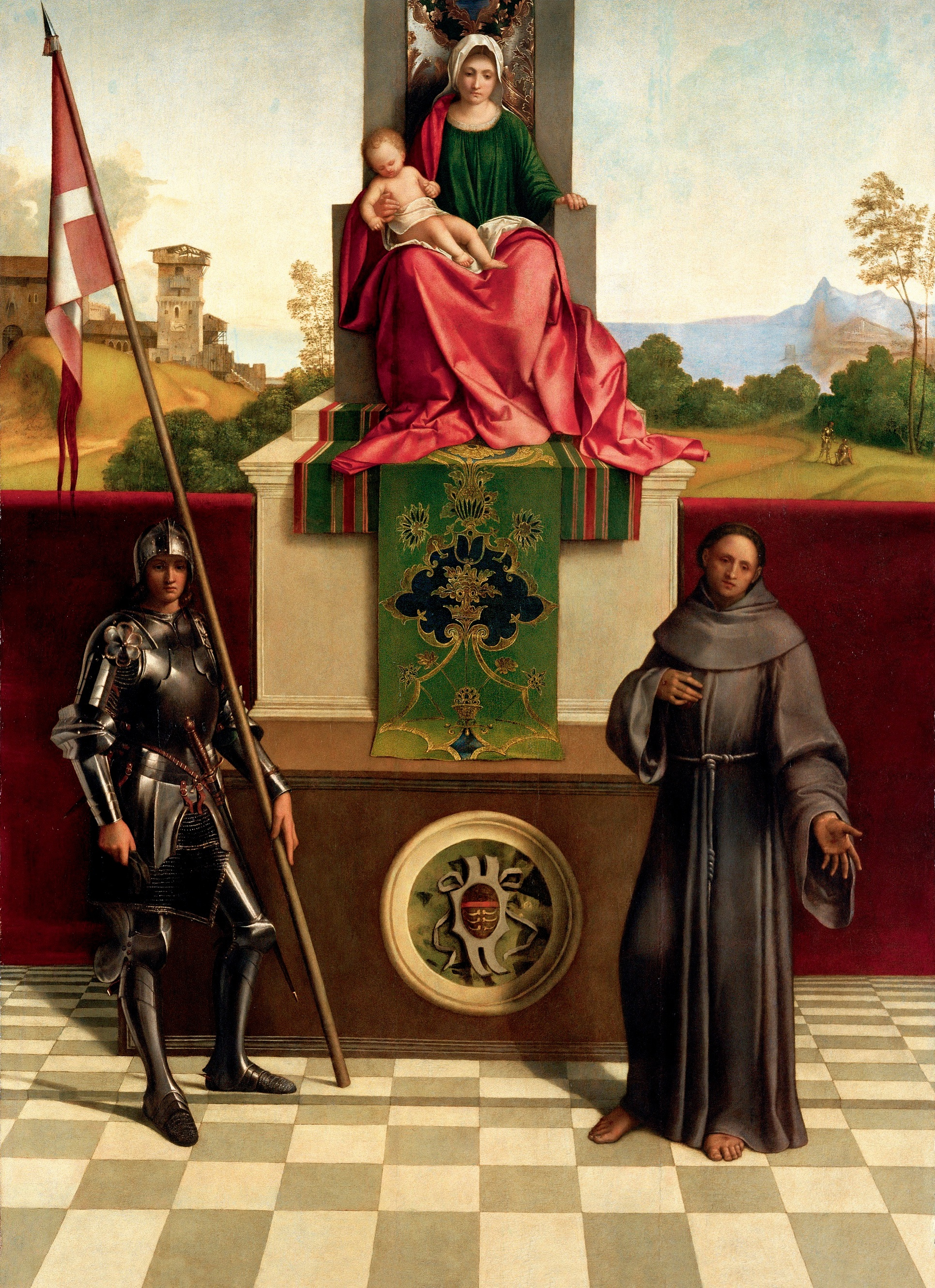
Altaarstuk van Castelfranco - Giorgione